# Miss International 1971
Miss International 1971, undicesima edizione di Miss International, si è tenuta presso Long Beach (California), negli Stati Uniti, il 26 maggio 1971. La neozelandese Jane Cheryl Hansen è stata incoronata Miss International 1971.

## Risultati

### Piazzamenti
| Risultato finale        | Concorrente |
| ----------------------- | --- |
| Miss International 1971 | - Nuova Zelanda - Jane Cheryl Hansen |
| 2ª classificata         | - Thailandia - Supuk Likitkul |
| 3ª classificata         | - Filippine - Evelyn Santos Camus |
| 4ª classificata         | - Stati Uniti - Jacqueline Jochims |
| 5ª classificata         | - Finlandia - Hannele Halme |
| Semifinaliste           | - Argentina - Evelina Scheidl - Brasile - Maria Bernadete Heemann - Canada - Norma Hickey - Colombia - Patricia Escobar Rodríguez - Danimarca - Bente Dorte Nielsen - Giappone - Reiko Yoneyama - Israele - Carmela Man - Jugoslavia - Dunja Ercejovic - Norvegia - May Lindstad - Regno Unito - Pamela Wood |

### Riconoscimenti speciali
| Riconoscimento        | Concorrente                 |
| --------------------- | --------------------------- |
| Miss Photogenic       | - Regno Unito - Pamela Wood |
| Miss Friendship       | - Curaçao - Imelda Thodé    |
| Best National Costume |                             |

## Concorrenti
- Argentina - Evelina Elena Scheidl
- Australia - Carolyn Tokoly
- Austria - Martha Flaschka
- Bahamas - Sandra Carey
- Belgio - Marie-Jeanne Borra
- Bermuda - Maxine S. Bean
- Bolivia - Maria V. - Villarejo
- Canada - Norma Joyce Hickey
- Cile - Alicia Vicuña
- Colombia - Patricia Escobar Rodríguez
- Corea del Sud - Choi Sook-ae
- Curaçao - Imelda Thodé
- Danimarca - Bente Dorte Nielsen
- Ecuador - Susana Castro Jaramillo
- Filippine - Evelyn Santos Camus
- Finlandia - Hannele Halme
- Francia - Laurence Valée
- Germania - Christa Saul
- Giappone - Reiko Yoneyama
- Guam - Phyllis May Bost
- Guatemala - Doris Laurice Azurdia
- Honduras - Doris Van Tuyl
- India - Samita Mukherjee
- Irlanda - Brenda Guidon
- Islanda - Matthildur "Lolo" Gudmundsdóttir
- Israele - Carmela Man
- Italia - Rossana Barbieri
- Jugoslavia - Dunja Ercejovic
- Lussemburgo - Silviane Weiler
- Malta - Doris Abdilla
- Messico - Carolina Cortázar
- Nicaragua - Odilie Díaz
- Norvegia - May Lindstad
- Nuova Zelanda - Jane Cheryl Hansen
- Paesi Bassi - Ans Krupp
- Panama - Betzabé Delgado
- Porto Rico - Doris L. Morales
- Portogallo - Marie M. de Castro
- Regno Unito - Pamela Wood
- Rep. Dominicana - Fatima Scheker
- Spagna - Consuelo Varela Costales
- Stati Uniti - Jacqueline Lee Jochims
- Suriname - Ingrid Mamadeus
- Svezia - Maud Andersson
- Svizzera - Regula Herrmann
- Thailandia - Supuk Likitkul
- Trinidad e Tobago - Dixy Ann Hepburn
- Uruguay - Carmen C. López
- Venezuela - Sonia Zaya Ledezma Corvo